# L'escultor cec
L'escultor cec també conegut com a Al·legoria del tacte o El cec de Gambazzo és un quadre del pintor valencià Josep de Ribera, també conegut com «lo Spagnoletto» (el petit espanyol), pintat a l'oli sobre llenç amb unes dimensions de 125 × 98 cm. Signat i datat en 1632, actualment es conserva en el Museu del Prado de Madrid. En general, l'obra és considerada com una de les més significatives de la primera maduresa de Ribera, al mateix nivell que l'Arquimedes del Prado.
L'obra representa a un home, clarament invident, retratat de més de mig cos que palpa el cap d'una escultura (es creu que d'Apol·lo). L'home està representat sobre un fons neutre en contrast amb la brillant il·luminació que entra per l'esquerra en una clara mostra de l'estil tenebrista de Caravaggio. La naturalitat en l'expressió de l'home cec, la concentració en l'acte que realitza i el delicat gest d'acariciar la figura, que el mestre valencià va saber captar amb total mestratge, fan pensar que el model era una persona cega en la vida real.
El seu origen exacte és desconegut i la seva primera constància documentada apareix en un inventari de 1764 de El Escorial. D'allí va passar al Museu del Prado en 1837.
Tradicionalment aquesta obra era coneguda com el "Cec de Gambazzo" doncs es va pensar que es tractava d'un retrat de l'escultor cec Giovanni Gomelli de Gambazzo, però aquesta idea ha estat rebutjada, ja que quan es va pintar el quadre, Gambazzo amb prou feines explicava trenta anys i el personatge representat és visiblement major.
També s'ha especulat amb la possibilitat que es tractés d'una representació del filòsof Carnèades que va ser capaç, després de quedar-se de cec, de reconèixer al déu Pa simplement palpant el bust d'una estàtua.
El més probable, és que el quadre pertanyés a alguna de les sèries que el pintor va realitzar amb el tema de "Els Cinc Sentits" i est seria una clara personificació del sentit del tacte, per la qual cosa el quadre també és conegut com a "Al·legoria del Tacte".